# Тор: Легенда вікінгів
Тор: Легенда вікінгів (ісл. Hetjur Valhallar - Þór; англ. Legends of Valhalla: Thor) — комедійний 3D CGI-анімаційний фільм 2011 року спільного виробництва CAOZ, Ulysses і Magma Films. Він заснований на історіях про Тора, бога грому з скандинавської міфології. Фільм є першим повнометражним анімаційним фільмом, знятим в Ісландії. Він вийшов на екрани 14 жовтня 2011 року в Рейк'явіку.
Фільм був випущений на DVD у Північній Америці 19 березня 2013 року.

## Короткий зміст сюжету
Молодий коваль Тор щасливо живе зі своєю матір'ю-одиначкою в маленькому мирному селі. За легендою, він є сином Одіна, короля всіх богів. Тому односельці вірять, що страшні велетні ніколи не нападуть на них. Але вони страшенно помиляються. Велетенське військо розтрощує село і забирає його мешканців до Гель, королеви підземного царства. Тор зазнає поразки і залишається один. Він вирушає рятувати своїх друзів за допомогою молота - який стверджує, що є магічною зброєю!

## Актори озвучування
- Джастін Грегг — Тор
- Woongpyo — Мйольнір
- Нікола Кохлан — Едда
- Ліз Ллойд — Гель
- Алан Стенфорд— Одін
- Еммет Дж. Скенлан — Сіндрі
- Дж. Дрю Лукас — Трюм
- Мері Мюррей — Фрейяї
- Леза Турман — мати
- Гері Хетцлер — дідусь
- Гілларі Кавана — Старість